# Хлорид самария(II)
Хлорид самария(II) — бинарное неорганическое соединение, соль металла самария и соляной кислоты с формулой SmCl2, красно-коричневые кристаллы, реагирует с водой.

## Получение
- Разложение хлорида самария(III) при нагревании:

{\displaystyle {\mathsf {2SmCl_{3}\ {\xrightarrow {1300^{o}C}}\ 2SmCl_{2}+Cl_{2}}}}
- Восстановление хлорида самария(III) водородом или самарием:

{\displaystyle {\mathsf {2SmCl_{3}+H_{2}\ {\xrightarrow {400^{o}C}}\ 2SmCl_{2}+2HCl}}}
{\displaystyle {\mathsf {2SmCl_{3}+Sm\ {\xrightarrow {800^{o}C,Ar}}\ 3SmCl_{2}}}}

## Физические свойства
Хлорид самария(II) образует красно-коричневые кристаллы ромбической сингонии, пространственная группа P bnm, параметры ячейки a = 0,8973 нм, b = 0,7532 нм, c = 0,4497 нм, Z = 4.
Растворяется в холодной воде.
Не растворяется этаноле, сероуглероде. 

## Химические свойства
- При нагревании в вакууме разлагается:

{\displaystyle {\mathsf {2SmCl_{2}\ {\xrightarrow {1000^{o}C,vacuum}}\ 2SmCl_{3}+Sm}}}
- Реагирует с водой:

{\displaystyle {\mathsf {6SmCl_{2}+6H_{2}O\ {\xrightarrow {100^{o}C}}\ 2Sm(OH)_{3}\downarrow +4SmCl_{3}+3H_{2}\uparrow }}}
- В холодном растворе быстро окисляется кислородом воздуха:

{\displaystyle {\mathsf {2SmCl_{2}+O_{2}+4H_{2}O\ {\xrightarrow {}}\ 2Sm(OH)_{3}\downarrow +4HCl}}}
- Реагирует с разбавленными кислотами::

{\displaystyle {\mathsf {2SmCl_{2}+2HCl\ {\xrightarrow {}}\ 2SmCl_{3}+H_{2}\uparrow }}}

## Применение
- Катализатор в органическом синтезе.